# Anapagurus chiroacanthys
Anapagurus chiroacanthys är en kräftdjursart. Anapagurus chiroacanthys ingår i släktet Anapagurus och familjen eremitkräftor. Inga underarter finns listade i Catalogue of Life.